# Chocolat (film, 1988)
Pour les articles homonymes, voir Chocolat (homonymie).
Pour plus de détails, voir Fiche technique et Distribution.
Chocolat est un film français réalisé par Claire Denis, sorti en 1988.
C'est le premier long-métrage de Claire Denis en tant que réalisatrice, après plusieurs années de collaboration comme première assistante de divers réalisateurs de premier plan, dont notamment Wim Wenders, Jim Jarmusch et Costa-Gavras. Elle montre dans ce film toute sa sensibilité ainsi que son point de vue sur les désirs et les passions des hommes.

## Synopsis
France retourne au Cameroun où elle a grandi lorsqu'elle était enfant et se remémore cette période vingt ans après. Son père, commandant de cercle à Mindif, dans le nord du pays, tente tant bien que mal d'organiser la présence coloniale française. Sa jeune femme vit plus difficilement l'Afrique, notamment ses tâches de maîtresse de maison, bien qu'elle soit aidée par Protée, un « boy » instruit et intelligent qui souffre en silence de la situation de son peuple. France, leur fille de cinq ans, très proche de Protée, observe avec sensibilité le pays et les hommes qui changent : tensions et désirs dans une Afrique qui vit ses derniers moments de colonialisme.

## Fiche technique
- Titre : Chocolat
- Réalisation : Claire Denis
- Assistant réalisateur : Luc Goldenberg
- Scénario : Claire Denis, Jean-Pol Fargeau
- Costumier : Christian Gasc
- Image : Robert Alazraki
- Musique originale : Abdullah Ibrahim
- Son : Jean-Louis Ughetto
- Montage : Claudine Merlin
- Mixage : Dominique Hennequin
- Producteur : Alain Belmondo, Gérard Crosnier
- Production : MK2, La Sept
- Pays d’origine :  France
- Budget : 200 000 euros
- Langue : français
- Durée : 105 min
- Dates de sortie :
  - France : 18 mai 1988
  - États-Unis : 10 mai 1989

## Distribution
- François Cluzet : commandant Marc Dalens
- Giulia Boschi : Aimée Dalens
- Isaach de Bankolé : Protée
- Cécile Ducasse : France (enfant)
- Mireille Perrier : France (adulte)
- Jacques Denis : Joseph Delpich
- Didier Flamand : capitaine Védrine
- Laurent Arnal : André Machinard
- Jean-Claude Adelin : Luc
- Jean Bededieb : docteur Prosper
- Jean-Quentin Châtelain : chef mécanicien Courbassol
- Emmanuelle Chaulet : Mireille Machinard
- Kenneth Cranham : Boothby
- Essindi Mindja : Blaise
- Hélène Vauquois
- Ian Stapel

## Projet et réalisation
Cette première œuvre s'impose à Claire Denis lors d'un voyage au Sénégal lors duquel, malgré et en raison de son enfance passée en Afrique, elle ne se sent plus appartenir à ce continent dans le regard des habitants locaux. De retour à Marseille, troublée par cet état de fait, elle travaille sur le scénario de son premier film en collaboration avec l'écrivain Jean-Pol Fargeau, qui lui apporte le point de vue du dramaturge.
La réalisatrice a déclaré avoir reçu un salaire de 200 000 francs sur ce film sans négocier de pourcentage sur les recettes, considérant qu'un premier long métrage n'est pas là pour nécessairement rapporter de l'argent mais doit surtout permettre de réaliser un deuxième film assez vite.

## Réception critique
Globalement le film obtient de bons résultats dans les agrégateurs de critiques cinématographiques anglophones, avec 70 % de jugements favorables, avec un score moyen de 7,0⁄10 sur la base de 10 critiques collectées, sur le site Rotten Tomatoes.
Sur l'ensemble de sa période d'exploitation en salles, le film a réalisé 793 738 entrées en France, ce qui constitue — de loin et après plus de 25 ans de carrière — le plus grand succès auprès du public de la réalisatrice.

## Distinctions
Ce premier film de Claire Denis a été présenté en compétition officielle pour la Palme d'or lors du Festival de Cannes 1988. Il a été également nommé pour le César du meilleur premier film en 1989.